# Dansrestaurang

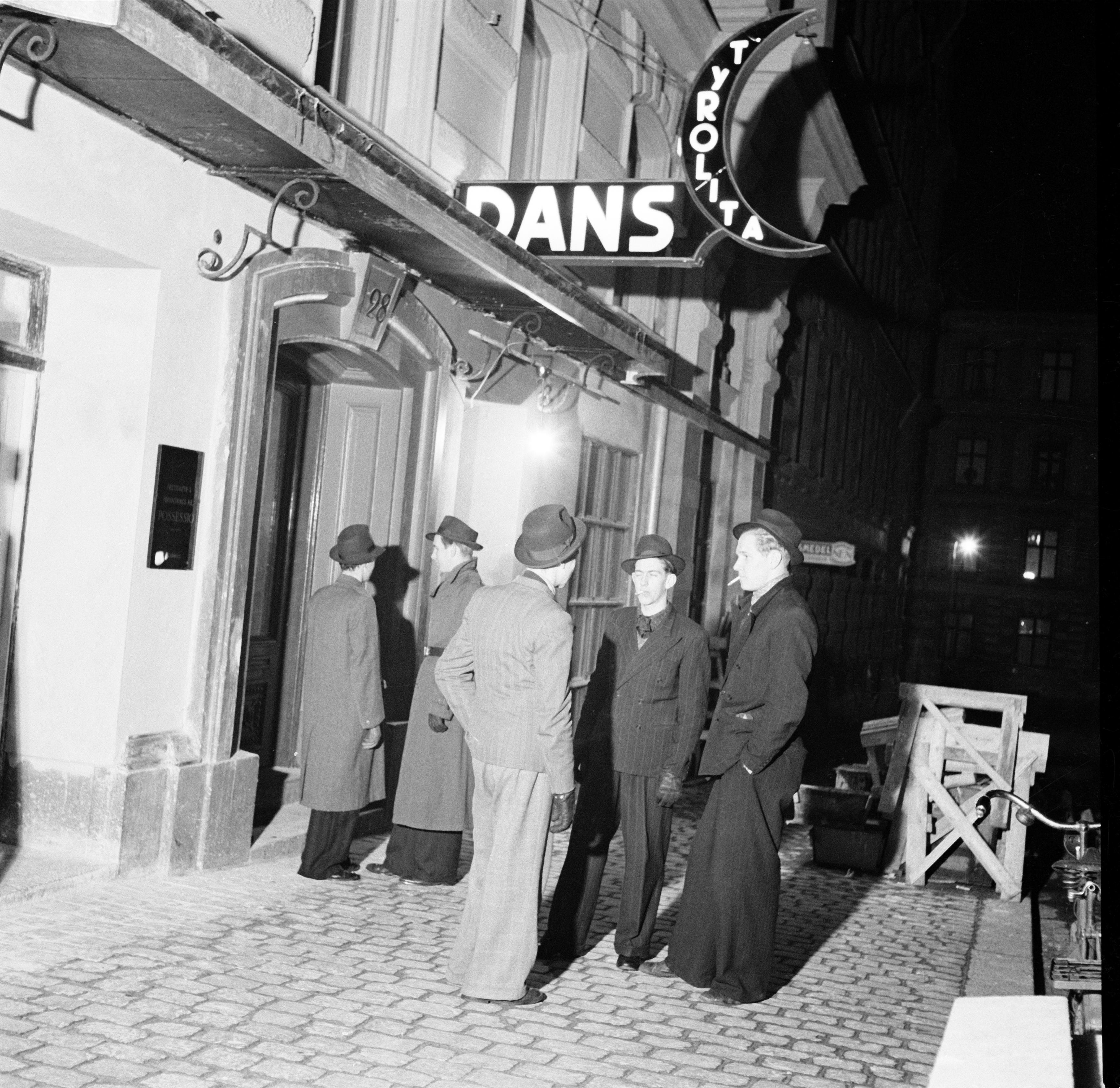
Några swingpjattar utanför en dansrestaurang i Stockholm under 1940-talet.

En dansrestaurang kallas en lokal där sällskapsdans till levande musik, genom till exempel ett dansband, förekommer i samband med servering, ibland av enklare slag.
Under spritrestriktionens dagar i Sverige upptog menyn ofta endast "kaffe med bröd", lättöl och läskedrycker. Så på Dansrestaurangen Arena i Malmö och Roddarnas i Jönköping, för att nämna ett par exempel.
Dansrestaurangen hade som regel ett så kallat husband, men gästspel av turnerande band var också vanliga. Under 1940-talet gjorde jazzklubbarna sin entré, och de höll ofta sina sammankomster på just en dansrestaurang.

### Fotnoter
1. ↑  ”dansrestaurang”. Nationalencyklopedin. https://www.ne.se/uppslagsverk/ordbok/svensk/dansrestaurang. Läst 16 juli 2018.